# U-132号潜艇 (1941年)
U-132号（德語：U 132）是纳粹德国战争海军建造的568艘VII-C型潜艇（或称U艇）之一。它由不来梅的伏尔铿费格扎克船厂承建，于1941年4月10日下水，至同年5月29日交付使用。第二次世界大战期间，该艇曾执行过四次巡逻作战，共击沉9艘、全损1艘和击伤1艘同盟国或中立国舰船，累积总吨位为46,186吨。1942年11月4日，U-132号在法韦尔角东南的北大西洋遭自己曾击中的英国弹药船哈提姆拉号发生爆炸波及而沉没，艇内47名官兵全数阵亡。

## 设计
VII-C型是VII级潜艇的第三次、也是最有价值的改进型。它搭载了被称为“S装置”的新式主动声呐系统，为了容纳这种新设备，VII-C型的艇体尺寸有所增加，并重新设计了鞍状水舱，在其两侧各增加了一个可提供储备浮力的小型浮舱，有利于潜艇完成快速下潜。U-132号的全长为67.10米，舷宽6.20米、并有4.74米的吃水深度，水上和水下排水量分别为769吨和871吨。该艇采用双轴设计，具有两副直径为1.23米的三叶螺旋桨。在机械系统方面，VII-C型艇也得到了升级：通过艇上配备的燃油过滤系统，柴油机润滑系统的使用受命得以延长，也为不同润滑剂在艇上机械设备上混合使用留足了余地。原先前型艇用于发射鱼雷和主压载舱吹除操作的电动空气压缩机则改为容克斯的柴动压缩机，从而减小了对艇上电气系统的依赖；此外，该型艇还装配了更为现代化的电力转换系统。动力由两台曼恩生产的M6V 40/46型六缸四冲程1,400匹公制馬力（1,000千瓦特）涡轮增压柴油机用于水面运行，以及两台布朗-博韦里提供的GG UB 720/8型375匹公制馬力（280千瓦特）双作用电动发电机用于水下航行；水面最高航速17.7節（32.8每小時），水下7.6節（14.1每小時）；能够在水面以10節（19每小時）航速续航8,500海里（15,700），或以4節（7.4每小時）连续在水下航行80海里（150）而无需充电。
武器装备方面，U-132号装备有五具内置式鱼雷发射管——艇艏四具、艇艉一具。其艇艉的鱼雷发射管设计在耐压壳体内部、两片舵之间，鱼雷可以由此向外发射。在轮机舱甲板下方还配备了用于艇艉的鱼雷装填系统，耐压壳体与甲板室之间一前一后还设计有外置鱼雷贮存装置，因此U-132号可携带14枚G7型鱼雷。但不同于其它批次的C型艇，该艇不设水雷贮存及布设装置。此外，它还搭载有一门配备220发弹药的88毫米35式速射炮以及一门配备1,195发弹药20毫米30式高射炮作为甲板炮。其标准船员编制为4名军官及40－56名水兵。

## 历史
1939年8月7日，海军造舰局将第三批次的五艘VII-C型潜艇（U-132至U-136号）建造合同发包予不来梅的伏尔铿公司。其中U-132号于1940年8月10日开始在费格扎克船厂铺设龙骨，建造序列为11号。经过八个月的建造，它于1941年4月10日下水，至次月29日在曾担任U-18号艇长的海军上尉恩斯特·福格尔桑的指挥下交付使用。完成海试后，该艇加入驻基尔的第3潜艇区舰队，先是在波罗的海进行战备训练，进而于1941年11月作为前线艇移驻德占法国的拉帕利斯，直到1942年11月4日沉没。
第二次世界大战期间，U-132号曾执行过四次巡逻和三次狼群作战，共击沉9艘、全损1艘和击伤1艘同盟国或中立国舰船，累积总吨位为46,186吨。

### 第一次巡逻
在挪威完成战备训练后，福格尔桑率领U-132号于1941年9月7日12:40从特隆赫姆启程执行首次巡逻，五天后经挪威海绕过北角抵达希尔克内斯。9月14日，该艇从那里重新出发，穿过摩尔曼斯克西北部的巴伦支海，然后继续向东进入白海游弋。10月18日13:20，无护航的苏联货船阿尔贡号（Argun）在距科拉灣的戈罗德兹基灯塔5海里（9.3）处被U-132号发射的一枚鱼雷击中右舷船艏。13:40，第二枚鱼雷次爆炸过早引爆，但20分钟后射出的“致命一击”则击中船舯部，导致船体沉没。当晚20:17，福格尔桑又在特斯科-奥洛夫斯基灯塔以北向一艘约1,500吨的轮船发射了一枚鱼雷，16秒后报告命中，随后于30秒内沉没。目标一定是苏联武装拖网船SKR-11号，据报道，该船在白海入口处巡逻后没有返回，当时推测是在10月20日至24日之间触雷。经过为期四十五天、水面5,730.7海里（10,613.3）和水下510.6海里（945.6）的航行，U-132号于10月21日11:20返回希尔克内斯，进而于10月25日被移至特隆赫姆的船厂接受维修，至10月30日抵达。

### 第二次巡逻
U-132号的第二次巡逻于1942年1月15日13:00离开特隆赫姆，向正西穿过冰岛和法罗群岛之间的缺口，前往雷克雅未克以西游弋，再南下德占法国，于2月8日19:30抵达拉帕利斯。在这次为期二十五天、水面3,616.7海里（6,698.1）和水下约230.5海里（426.9）的航行中，福格尔桑共击沉1艘美国军舰。受害者是海岸警备艇亚历山大·汉密尔顿号，于1月29日16:10在雷克雅未克附近遭U-132号发射的四枚鱼雷攻击。其中一枚击中警备艇的舰舯，摧毁了所有发动机——包括应急柴油发电机，因此失去供暖、蒸汽和电力。该舰于16:45遭遗弃，于次日由一艘英国拖船拖走，但延至当晚20:28倾覆，最终由美国驱逐舰埃里克松号发射三枚炮弹击沉。

### 第三次巡逻
1942年6月10日17:45，U-132号在福格尔桑的指挥下从拉帕利斯出发，前往西班牙西部、新斯科舍省东南部和圣劳伦斯湾执行第三次巡逻。从6月12日至17日，它曾加入“恩德拉斯狼群”，意图以集群方式袭击盟军的护航船队，但一无所获。6月19日，U-460号为其补充了40立方米燃料、2,000升润滑油和十天的给养。直到7月6日，U-132号才有所斩获：福格尔桑于05:21和05:22在卡普沙附近向QS-15号护航队发射鱼雷，报称有三艘13,000吨的船只沉没。但实际上只有两艘，即希腊货船阿纳斯塔西奥斯·帕特拉斯号（Anastassios Pateras）和比利时货船艾诺号（Hainaut）被击中并沉没。清晨06:46，同一护航队中的英国货船迪纳里克号（Dinaric）也在卡普沙以东约10海里（19）的圣劳伦斯河上遭U-132号的一枚鱼雷击中右舷舯部的轮机舱。爆炸导致4名在下方值班的船员罹难，并导致船体向左倾斜约25°，但不久便恢复正常。幸存者登上救生艇弃船，随后目睹了潜艇如何遭到加拿大扫雷舰德拉蒙德维尔号的反击。U-132号因河流浅水层而难以下潜，在试图撞击未遂后被扫雷舰投下的深水炸弹击中，但11小时后逃脱，仅压载泵受损，造成燃油泄漏约4立方。被遗弃的迪纳里克号则因载着木材而继续维持漂浮，延至7月9日才沉没。
十四天后的7月20日，福格尔桑于18:39又在圣劳伦斯湾的安蒂科斯蒂岛附近以鱼雷袭击了QS-19号护航队的英国货船弗雷德里卡·伦森号（Frederika Lensen）。后者被击中并受损，由加拿大轻型护卫舰韦伯恩号拖到格朗德瓦莱湾搁滩，但由于船体折断，它被宣布为全损。7月30日01:10，ON-113号护航队的英国货轮太平洋先锋号（Pacific Pioneer）在塞布尔岛西南被U-132号以鱼雷击沉，成为该艇此行的最后一项战功。U-132号随后于8月16日14:00返抵拉帕利斯，结束了这次为期六十八天、水面8,757.5海里（16,218.9）和水下1,143.9海里（2,118.5）的航行。

### 第四次巡逻
福格尔桑率领U-132号于1942年10月6日最后一次离开拉帕利斯，前往纽芬兰东部和东南部的北大西洋执行第四次巡逻，从此再未归航。它在是次任务期间曾相继加入“豹子”（10月13—19日）和“堇菜”（10月20日—11月3日）狼群，均无果而终。直到11月4日00:15，U-132号才在距离法韦尔角东南约500海里（930）处向SC-107号护航队发动袭击，击沉了货轮霍贝马号和帝国猞猁号（Empire Lynx），并击伤了哈提姆拉号（Hatimura）。随后，由于多次未回报，U-132号自1942年11月4日起被列为失踪。最初的战后评估将损失归咎于英国皇家空军第120中队的1架B-24轰炸机在法韦尔角东南方向发动的袭击，但至1985年1月，当英国海军历史处外国资料科（FDS/NHB）得知此次袭击实际上是针对U-89号并且造成后者受损时，这一结论得到修改。在没有盟军袭击来解释潜艇沉没的情况下，当时满载弹药的哈提姆拉号水下爆炸提供了一个可能的解释：03:22，被U-132号击伤并燃烧下沉的哈提姆拉号又遭尾随在护航队后方的U-442号以鱼雷击中。该船发生爆炸，残骸散落在离船很远的地方。而U-132号似乎在船附近，可能正等待受害者沉没或准备实施“致命一击”，它被碎片击中，立即沉没，艇内47名官兵全数阵亡。

## 袭击历史摘要

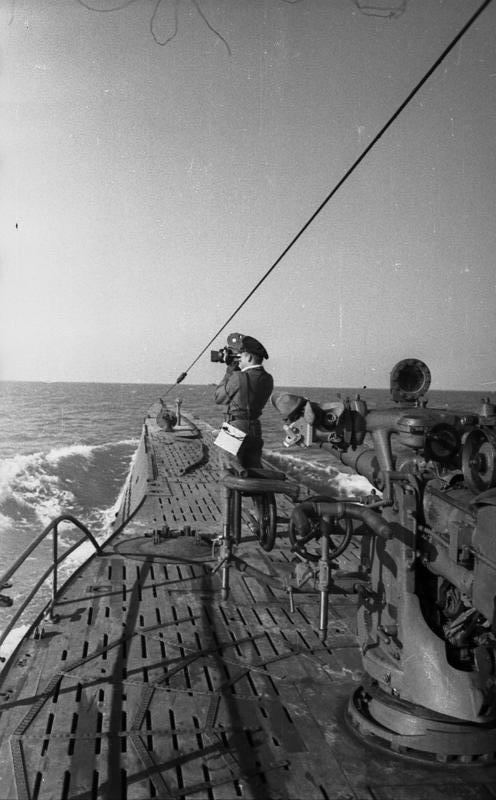
一名摄影记者站在U-132号甲板上的88毫米火炮前

| 日期           | 船名                      | 船籍           | 吨位  | 结局 | 位置                                | 死亡 |
| -------------- | ------------------------- | -------------- | ----- | ---- | ----------------------------------- | ---- |
| 1941年10月18日 | 阿尔贡号                  | 苏联           | 3,487 | 击沉 | 67°41′N 41°03′E / 67.683°N 41.050°E | 不详 |
| 1941年10月18日 | SKR-11号                  | 蘇聯海軍       | 557   | 击沉 | 67°33′N 41°08′E / 67.550°N 41.133°E | 40   |
| 1942年1月29日  | 亚历山大·汉密尔顿号       | 美国海岸警卫队 | 2,216 | 击沉 | 64°10′N 22°56′W / 64.167°N 22.933°W | 32   |
| 1942年7月6日   | 阿纳斯塔西奥斯·帕特拉斯号 | 希腊           | 3,382 | 击沉 | 49°30′N 66°30′W / 49.500°N 66.500°W | 3    |
| 1942年7月6日   | 迪纳里克号                | 英國           | 2,555 | 击沉 | 49°30′N 66°30′W / 49.500°N 66.500°W | 4    |
| 1942年7月6日   | 艾诺号                    | 比利时         | 4,312 | 击沉 | 49°13′N 66°49′W / 49.217°N 66.817°W | 1    |
| 1942年7月20日  | 弗雷德里卡·伦森号         | 英國           | 4,367 | 全损 | 49°22′N 65°12′W / 49.367°N 65.200°W | 4    |
| 1942年7月30日  | 太平洋先锋号              | 英國           | 6,734 | 击沉 | 43°30′N 60°35′W / 43.500°N 60.583°W | 0    |
| 1942年11月4日  | 帝国猞猁号                | 英國           | 6,379 | 击沉 | 55°20′N 40°01′W / 55.333°N 40.017°W | 0    |
| 1942年11月4日  | 哈提姆拉号                | 英國           | 6,690 | 击伤 | 55°30′N 40°00′W / 55.500°N 40.000°W | 28   |
| 1942年11月4日  | 霍贝马号                  | 荷蘭           | 5,507 | 击沉 | 55°28′N 39°52′W / 55.467°N 39.867°W | 4    |

## 脚注
1. ↑  威廉生，第11頁.
2. ↑  加洛普，第74頁.
3. 1 2  Gröner 1991，第43–46頁.
4. ↑  加洛普，第72頁.
5. 1 2 3  . U-Boot-Archiv.   [2025-03-10].
6. ↑  Helgason, Guðmundur. . German U-boats of WWII - uboat.net.   [2025-03-10].
7. 1 2  Helgason, Guðmundur. . German U-boats of WWII - uboat.net.   [2025-03-10].
8. ↑  Helgason, Guðmundur. . German U-boats of WWII - uboat.net.   [2025-03-10].
9. ↑  Helgason, Guðmundur. . German U-boats of WWII - uboat.net.   [2025-03-10].
10. ↑  Helgason, Guðmundur. . German U-boats of WWII - uboat.net.   [2025-03-10].
11. ↑  Helgason, Guðmundur. . German U-boats of WWII - uboat.net.   [2025-03-10].
12. 1 2  Helgason, Guðmundur. . German U-boats of WWII - uboat.net.   [2025-03-10].
13. ↑  Helgason, Guðmundur. . German U-boats of WWII - uboat.net.   [2025-03-10].
14. ↑  Helgason, Guðmundur. . German U-boats of WWII - uboat.net.   [2025-03-10].
15. 1 2  Helgason, Guðmundur. . German U-boats of WWII - uboat.net.   [2025-03-10].
16. ↑  Helgason, Guðmundur. . German U-boats of WWII - uboat.net.   [2025-03-10].
17. ↑  Helgason, Guðmundur. . German U-boats of WWII - uboat.net.   [2025-03-10].
18. ↑  Helgason, Guðmundur. . German U-boats of WWII - uboat.net.   [2025-03-10].
19. ↑  Helgason, Guðmundur. . German U-boats of WWII - uboat.net.   [2025-03-10].
20. ↑  Helgason, Guðmundur. . German U-boats of WWII - uboat.net.   [2025-03-10].
21. ↑  Niestlé，第216頁.
22. ↑  Helgason, Guðmundur. . German U-boats of WWII - uboat.net.   [2025-03-10].